# Odzsovci
Odzsovci (macedónul: Оџовци) település Észak-Macedóniában, a Délnyugati körzet Centar Zsupa-i járásában.

## Népesség
| Lakosok száma | 132  | 184  | 228  | 241  | 220  | 94   |
|               | 1971 | 1981 | 1991 | 1994 | 2002 | 2021 |

2002-ben 220 lakosa volt, akik közül 203 török, 17 albán.